# Enrico Tommaso Cucchiani
Enrico Tommaso Cucchiani (Milano, 20 febbraio 1950) è un banchiere e dirigente d'azienda italiano che dal dicembre 2011 al settembre 2013 è stato Consigliere Delegato e CEO di Intesa Sanpaolo.

## Biografia
Laureato in Economia Aziendale all'Università Bocconi di Milano, ha conseguito il Master in Business Administration presso la Stanford University. All'Università di Harvard, in seguito, si è occupato di strategie economiche delle multinazionali.
Ha ricoperto la carica di presidente di Allianz S.p.A. ed è stato membro del Consiglio di Gestione di Allianz SE, con la responsabilità dei mercati assicurativi in Italia, Spagna, Portogallo, Turchia, Grecia e Sud America e del programma di sviluppo strategico e ristrutturazione, a livello mondiale, del business Danni e del sistema distributivo del gruppo assicurativo.
È Membro del Consiglio Generale dell'Aspen Institute Italia, dell'Advisory Council dell'Università di Stanford, della Commissione Trilaterale e del Comitato Esecutivo del Consiglio per le Relazioni fra Italia e Stati Uniti.
È inoltre Presidente della Business School Triestina MIB School of Management. Nel 2012 infatti l'assemblea del Consorzio MIB School of Management ha confermato per acclamazione Enrico T. Cucchiani quale Presidente della Scuola per il triennio 2012-2015.
Il CEO di Intesa Sanpaolo, già Presidente di Allianz Spa e Membro del Board di Allianz SE, raggiunge il terzo mandato alla guida della Scuola.
Il 29 settembre 2013 si dimette dalla carica di amministratore delegato di Intesa Sanpaolo dopo lunghe divergenze con il resto del management in materia di strategia commerciale della banca, della quale, secondo alcuni, non avrebbe sufficientemente curato la rete retail, non riuscendo così a bilanciare le perdite accumulate dall'istituto con le operazioni Telecom e Alitalia. Queste operazioni, tuttavia, erano già state avviate quando Cucchiani arrivo' alla banca. La sua buonuscita è di 4 milioni di euro.
Da giugno 2018 a luglio 2021 è stato Presidente dell'Ospedale San Raffaele di Milano.